# Frantzdy Pierrot
Frantzdy Pierrot (Port-au-Prince, 1995. március 29. –) haiti válogatott labdarúgó, a Royal Excel Mouscron játékosa.

## Pályafutása
Egyetem után szerződött az amerikai Reading United csapatához. 2018. július 27-én aláírt a belga Royal Excel Mouscron együtteséhez, 4 évre. Másnap be is mutatkozott a bajnokságban a KV Oostende ellen 2–1-re elvesztett mérkőzésen kezdőként. Szeptember 1-jén az RSC Charleroi elleni mérkőzésen első belga élvonalbeli gólját szerezte meg.
2018. szeptember 11-én első válogatott mérkőzésén 2 gólt szerzett és 2 gólpasszt osztott ki társainak a Sint Maarten ellen 13–0-ra megnyert mérkőzésen.

## Statisztika

### Góljai a válogatottban
| #  | Dátum                | Helyszín                                  | Ellenfél     | Gól  | Végeredmény | Verseny                                         |
| -- | -------------------- | ----------------------------------------- | ------------ | ---- | ----------- | ----------------------------------------------- |
| 1. | 2018. szeptember 11. | Stade Sylvio Cator, Port-au-Prince, Haiti | Sint Maarten | 1–0  | 13–0        | 2019–2020-as CONCACAF Nemzetek Ligája selejtező |
| 2. | 2018. szeptember 11. | Stade Sylvio Cator, Port-au-Prince, Haiti | Sint Maarten | 11–0 | 13–0        | 2019–2020-as CONCACAF Nemzetek Ligája selejtező |